# Muddebihal
Muddebihal é um cidade no distrito de Bijapur, no estado indiano de Karnataka.

## Geografia
Muddebihal está localizada a 16° 20′ N, 76° 08′ L. Tem uma altitude média de 563 metros (1847 pés).

## Demografia
Segundo o censo de 2001, Muddebihal tinha uma população de 28 235 habitantes. Os indivíduos do sexo masculino constituem 51% da população e os do sexo feminino 49%. Muddebihal tem uma taxa de literacia de 67%, superior à média nacional de 59,5%: a literacia no sexo masculino é de 75% e no sexo feminino é de 58%. Em Muddebihal, 14% da população está abaixo dos 6 anos de idade.